# Flughafen Hohhot Baita

i8
i11
i13

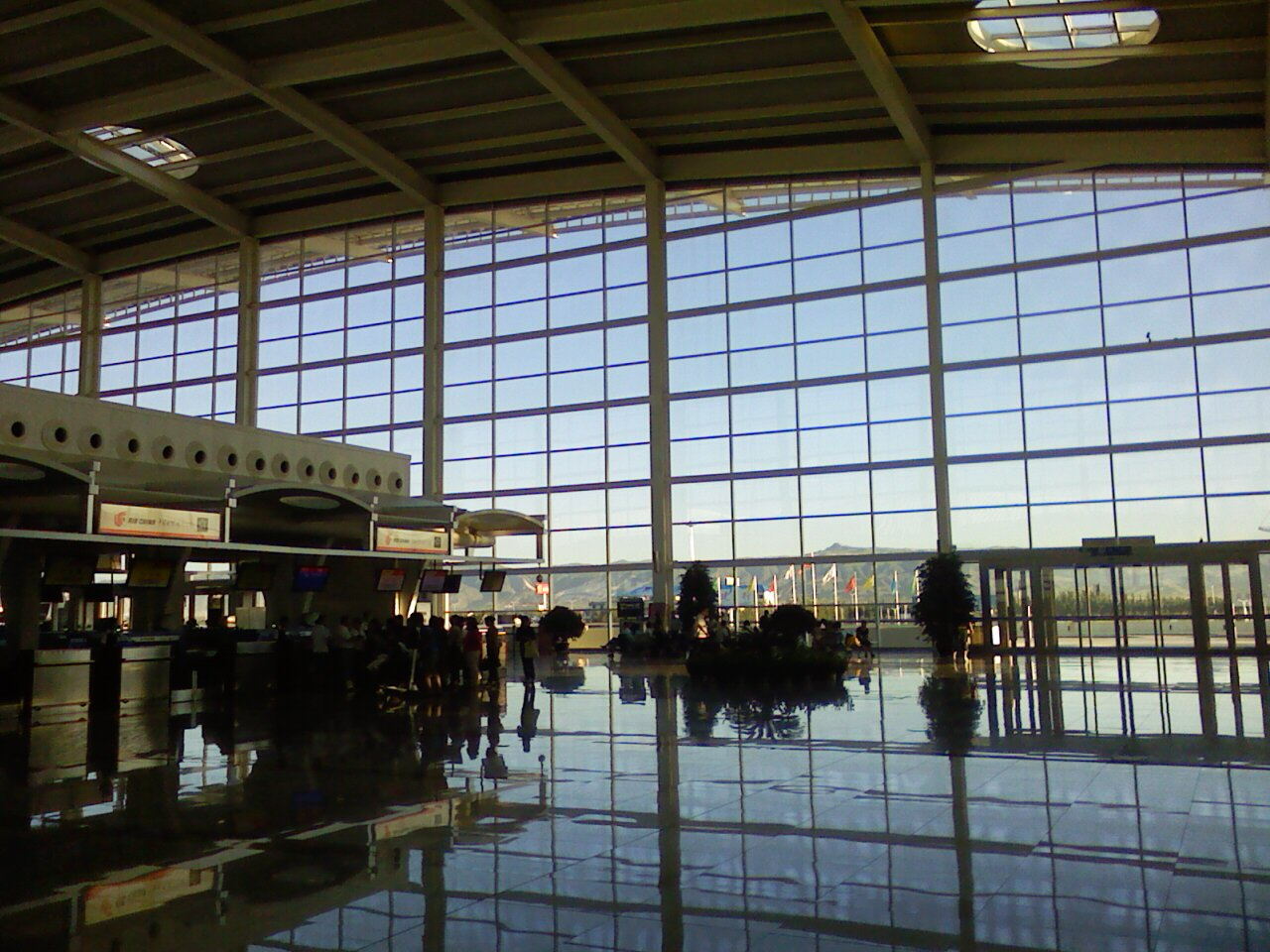
Innenansicht des Flughafens

Der Flughafen Hohhot Baita (chinesisch 呼和浩特白塔国际机场, IATA-Code: HET, ICAO-Code: ZBHH) ist ein Flughafen in Hohhot in der Autonomen Region Innere Mongolei.

## Geschichte
Der Flughafen wurde am 1. Oktober 1958 eröffnet. In den 1980er- und 1990er-Jahren wurde der Flughafen zwei Mal erweitert und im Juni 2007 entstand ein neues Terminal.

## Fluggesellschaften und Ziele
Ab Hohhot werden hauptsächlich chinesische Destinationen angeflogen, es stehen aber auch kontinentale Ziele auf dem Flugplan.